# Scaphellinidae
Scaphellinidae zijn een uitgestorven familie van tweekleppigen uit de orde Trigonioida.

## Taxonomie
Het volgende geslacht is bij de familie ingedeeld:
- † Scaphellina Newell & Ciriacks, 1962